# Ouarzazate

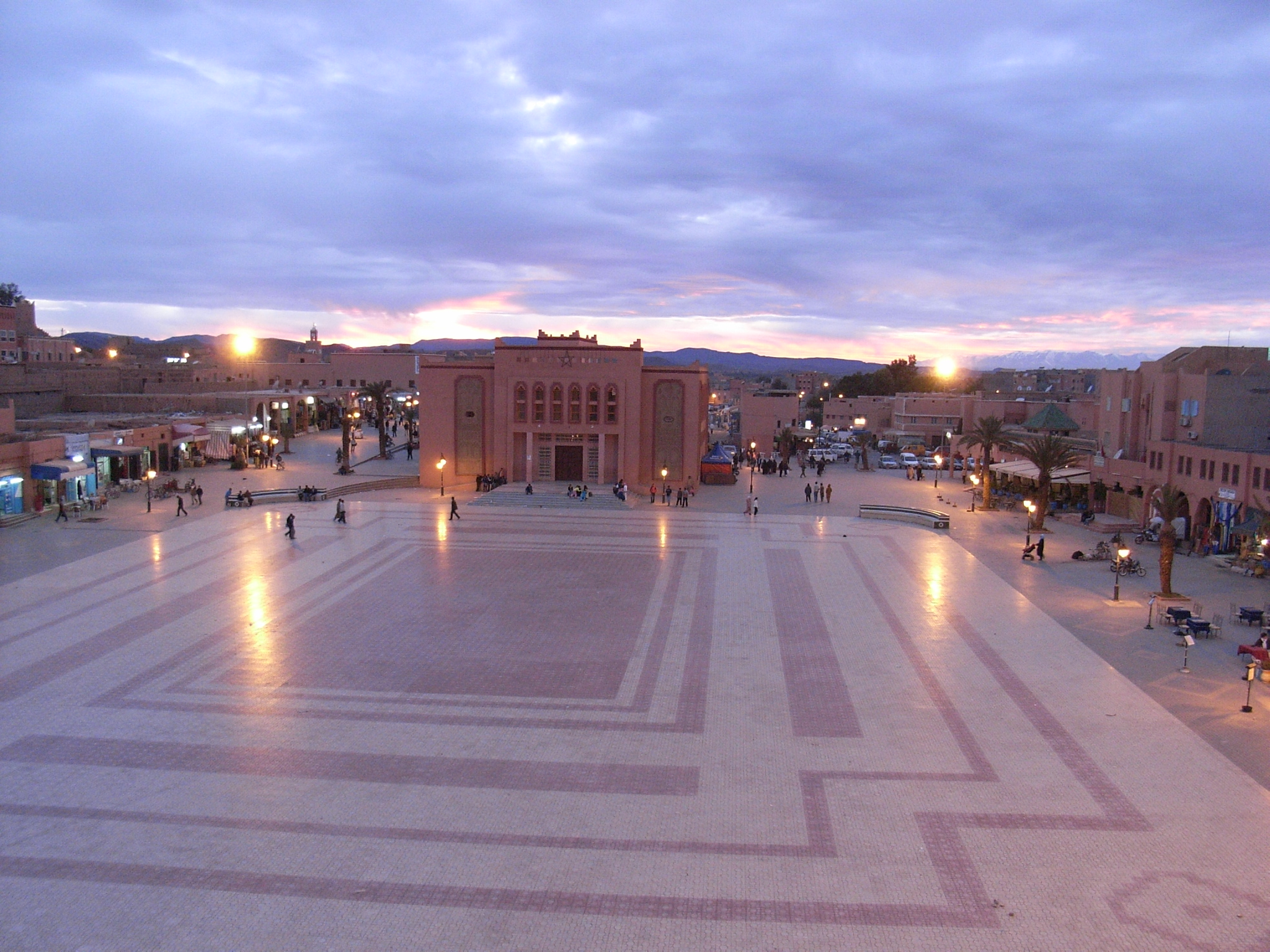
Stortorget i Ouarzazate.

Ouarzazate är en stad i Marocko och är administrativ huvudort för provinsen Ouarzazate som är en del av regionen Drâa-Tafilalet. Folkmängden uppgick till 71 067 invånare vid folkräkningen 2014.